# Reichswald (Pfalz)
Der bei Kaiserslautern gelegene Reichswald besteht aus einer rund 5000 Hektar großen Waldfläche im Eigentum des Landes Rheinland-Pfalz.
Bis zum 14. Jahrhundert standen diese Flächen als Reichswald im Eigentum des Königs. Dieser räumte fremden Siedlern Nutzungsrechte ein, um das Land urbar zu machen, die im Grundsatz bis heute den Bewohnern der sogenannten Reichswaldgemeinden zustehen.

## Nutzungsrechte
Den Siedlern wurden ursprünglich die Waldweide, das Fischereirecht in nahen Gewässern sowie das Recht, Holz zum Bauen und Heizen zu nutzen, eingeräumt. Die heutigen Nutzungsrechte wurden hingegen 1839 in einem zwischen den Reichswaldgemeinden und dem Königreich Bayern geschlossenen Reglement festgelegt. Sie umfassen das Raff-, Leseholz-, Streunutzungs- und Weiderecht an dem Reichswald.
Die Nutzungsrechte werden heute durch die Reichswaldgenossenschaft geltend gemacht. Diese ist bis zur Hälfte an den Einnahmen und den Ausgaben der Landesforsten Rheinland-Pfalz beteiligt, die den Reichswald bewirtschaftet. Eine Rodung oder ein Verkauf von Reichswaldflächen bedarf zudem ihrer Zustimmung. Darüber entscheidet eine Verwaltungskommission, die aus 7 von den Reichswaldgemeinden bestimmten Mitgliedern besteht. Vorsitz hat stets der Oberbürgermeister von Kaiserslautern.
Praktisch werden die Nutzungsrechte heute dadurch realisiert, dass jeder Einwohner der Reichswaldgemeinden beim Bau seines Wohnhauses sowie beim Bau landwirtschaftlich genutzter Scheunen und Ställe einen Zuschuss aus der Bauholzberechtigung erhält.
Im Übrigen hält die Reichswaldgenossenschaft etwa 1600 Grundstücke, auf welchen sie Erbbaurechte vergibt. Diese Grundstücke wurden als Entschädigungen für Landabtretungen gewährt und sind heute eine der wichtigsten Einnahmequellen der Reichswaldgenossenschaft.

## Reichswaldgemeinden
Berechtigt am Reichswald sind der Kernstadtbereich von Kaiserslautern und der Ortsteil Morlautern, ferner die Stadt Ramstein-Miesenbach sowie die Gemeinden Hütschenhausen, Kottweiler-Schwanden, Niedermohr, Steinwenden, Weilerbach, Erzenhausen, Eulenbis, Mackenbach, Rodenbach, Schwedelbach und der nicht mehr existierende Ortsteil Nanzdiezweiler der Gemeinde Nanzdietschweiler.